# Стадион Франсиско Моразан
Стадион Франциско Моразан (шп. Estadio General Francisco Morazán) је вишенаменски стадион у граду Сан Педро Сула, Хондурас. Један је од три стадиона на располагању граду Сан Педро Сула, Хондурас. То је званични стадион за утакмице Националне лиге професионалног фудбала у Хондурасу, као и за међународне утакмице и међународна такмичења Фудбалске конфедерације Северне Америке, Централне Америке и Кариба (Конкакаф) и ФИФА.
Данас је то званични стадион Реал Еспање и повремено за Ц.Д. Маратона. Такође се користи за друге активности, укључујући концерте, верске службе, параде и друге ствари. Има капацитет за 18.000 навијача, према ограничењима ФИФА, али 21.500 гледалаца према Фудбалском савезу Хондураса.
Током своје историје, стадион Франциско Моразан био је домаћин великих спортских догађаја. На овом стадиону су се одржавали турнири и квалификационе утакмице за Светско првенство за сениорске селекције Хондураса. Такође, квалификациона првенства, за категорије до 17, до 20 година и олимпијске игре које припадају подручју Конкакафа.

## Историја
Према неким локалним историчарима, стадион Генерал Франсиско Моразан грађен је мало по мало од 1938. Бенедикто Муњоз, један од администратора стадиона 2013, рекао је једном од спортских вести из Сан Педро Суле. Да је то било отприлике у то време (1938), када су екипе кварта и околних заједница почеле да користе ово месту где се сада стадион налази за одржавање својих спортских сусрета.
Према Муњозу, Моразан је тада био „општински спортски парк“. Док други мештани подржавају Муњозову тврдњу, и више пута су говорили, да је ово у почетку био парк са теренима за кошарку, бејзбол, тенис и фудбал. И да су људи који су играли у овом парку били исти они који су петицију упутили општини Сан Педро Сула за изградњу стадиона. Касније је, уз помоћ неких спонзора, почела изградња стадиона.
Што се тиче стадиона Франциско Моразан је име добио зато што се овај објекат налази у близини Булевара Моразан. Према неким становницима града, од 1940. године, патриотске параде града Сан Педро Суле почињале су у Централ Парку и увек су се завршавале на Булевару Моразан где су колеџи и школе, као што су Хозе Тринидад Рејес и Хосе Сесилио дел Ваље, и на крају статуа генерала Франсиска Моразана. Од тада је стадион почео да се зове „Естадио Францисцо Моразан”.